# دولت‌آباد (جعفرآباد، شرق)
دولت آباد، روستایی است از توابع بخش مرکزی شهرستان جعفرآباد در استان قم ایران.

## جمعیت
این روستا در دهستان جعفرآباد قرار دارد و براساس سرشماری مرکز آمار ایران در سال ۱۳۸۵، جمعیت آن ۲۳ نفر (۴خانوار) بوده‌است.